# كوبال

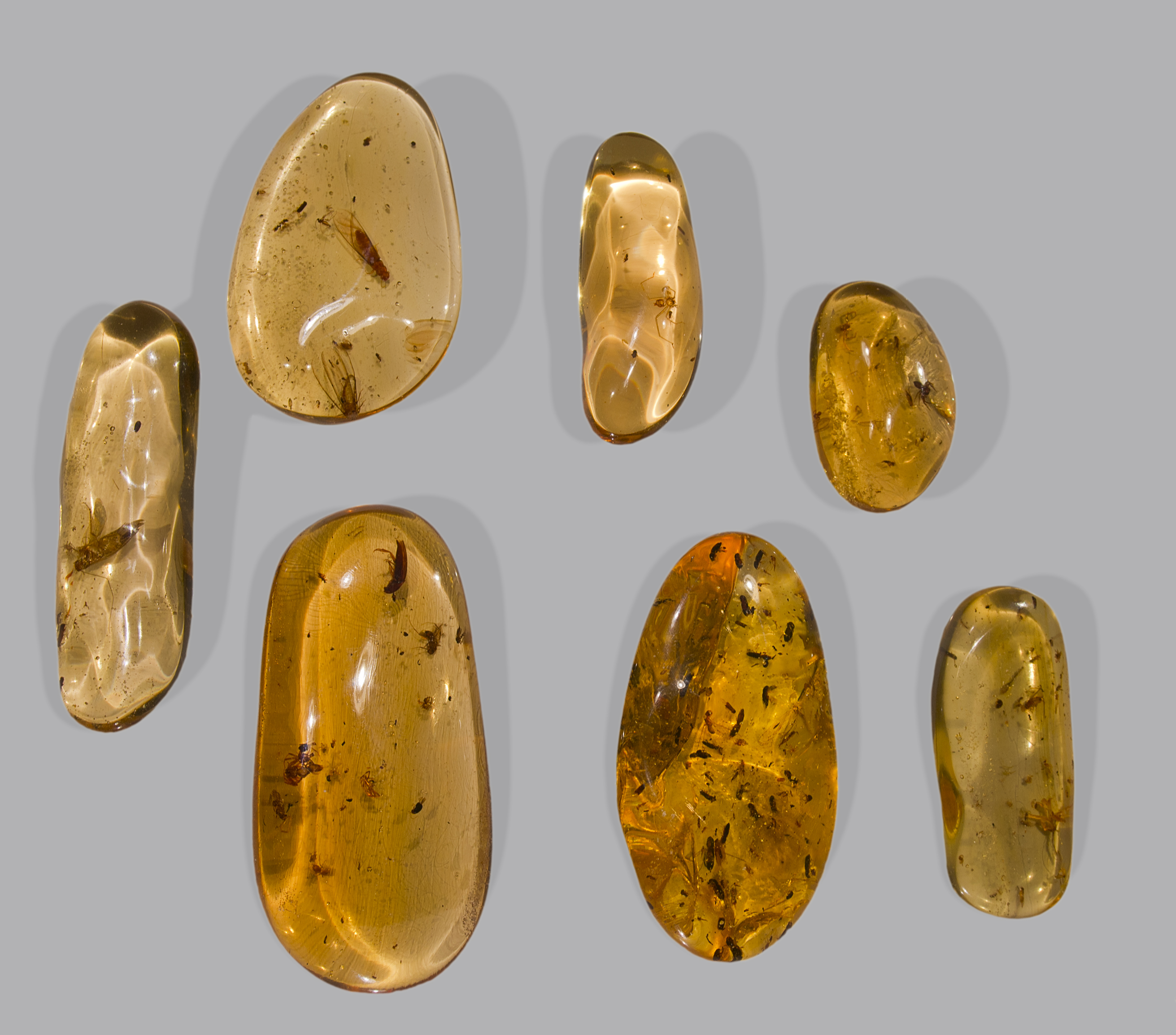
كوبال من مدغشقر مع العناكب والأرضة والنمل والدودة السكلية وغشاء البكارة والصرصور والزهرة

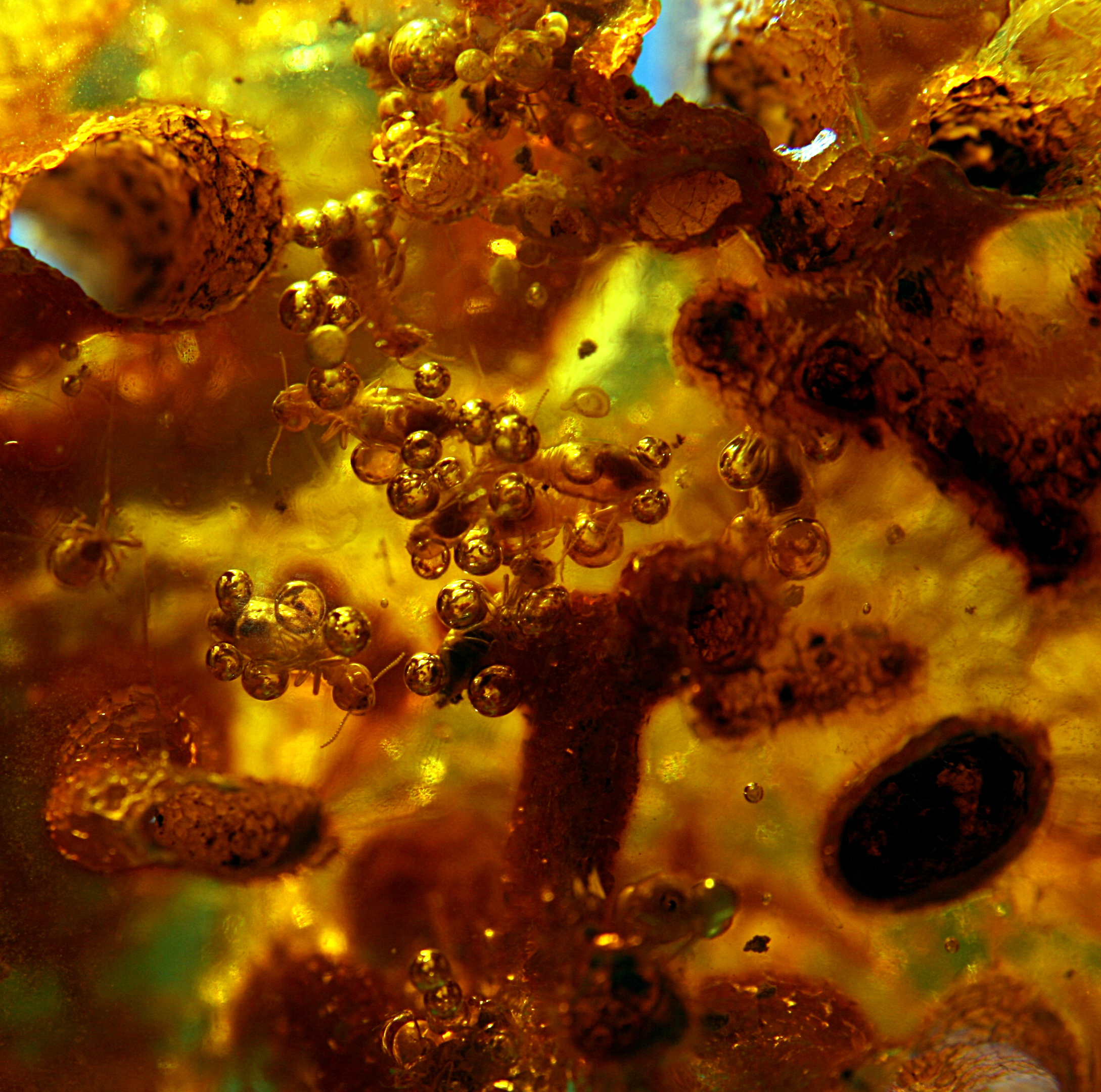
عينة من الكوبال تحتوي على عدد قليل من الأرَضة

الكوبال راتنج شجرة وخاصة الراتنجات العطرية من شجرة الكوبال Protium copal (في الفصيلة البخورية) التي تستخدمها ثقافات أمريكا الوسطى قبل العصر الكُلُمبي بخورًا محترقًا لغرض الاحتفال وغيره.  يشتمل الكوبال موادًا راتنجيةً في مرحلة وسيطة من البلمرة والتصلب بين الراتنجات الصمغية والكهرمان .  يُعرف الكوبال المُعدن جزئيًا باسم الكوبالين.